# Otto Thune Jacobsen
Otto Ludvig Thune Jacobsen, född den 5 april 1871 i Köpenhamn, död den 12 juni 1957, var en dansk filosof.
Jacobsen blev teologie kandidat 1894 och var 1898-1904 assistent vid Köpenhamns universitetsbibliotek. Han levde sedan för sina studier. I en rad böcker: Gennem Modsætninger (1903), Sandhedens Erkendelse (1908), Folkene og Sandheden (1909), Jesus og Evangelisterne (1911), Født af en Kvinde (1914) och Antikken og kristendommen (1922), utvecklade han en originell, liberal teologisk uppfattning, som hävdar den religiösa kunskapens likhet med all annan mänsklig kunskap och som vann insteg hos flera samtida teologer. Han blev teologie hedersdoktor vid Lunds universitet 1918.